# Raymond A. Palmer
Raymond Arthur Palmer (Milwaukee, Wisconsin, 1 de agosto de 1910 - Portage, Condado de Columbia, Wisconsin, 15 de agosto de 1977) fue un influyente editor y escritor estadounidense adscrito al género literario de la ciencia ficción.
Entre 1938 y 1949 fue editor de Amazing Stories,  al abandonar Ziff-Davis, publicó y editó la revista Fate, y eventualmente otras publicaciones como Imagination y libros a través de sus propias casas editoriales, incluyendo Amherst Press y Palmer Publications. Además de revistas tales como Mystic, Search y Flying Saucers, publicó varios libros sobre espiritualismo, incluyendo Oahspe: A New Bible, y sobre platillos voladores,  incluyendo The Coming of the Saucers coescrito entre Palmer con Kenneth Arnold. Palmer fue también un prolífico escritor de ciencia ficción y fantasía, muchas de las cuales fueron publicadas bajo seudónimos.
Junto con Hugo Gernsback, Palmer conformó la primera organización de fanes acreditada denominada Science Correspondence Club; la primera reunión fue realizada a principios de 1930, mientras que en mayo de ese año, se publicó la revista The Comet —renombrada porsteriormente Cosmology—, el primer fanzine.

## Obras selectas

### Series de ficción
Martin Brand
- The Justice of Martin Brand (1950) CFI, como G. H. Irwin.
- The Vengeance of Martin Brand (2005), apareció también en revistas como:
  - The Vengeance of Martin Brand (parte 1 de 2) (1942), como G. H. Irwin.
  - The Vengeance of Martin Brand (parte 2 of 2) (1942), como G. H. Irwin.

Toka
- King of the Dinosaurs (1945), apareció también en revistas como:
  - King of the Dinosaurs (novela completa) (1945), como J. W. Pelkie.
- Toka and the Man Bats (1946) CFI, como J. W. Pelkie.
- Toka Fights the Big Cats (1947) CFI, como J. W. Pelkie.
- In the Sphere of Time (1948) CFI, como J. W. Pelkie.

### Novelas
- Doorway to Hell (1942), apareció también en revistas como:
  - Doorway to Hell (parte 1 de 2) (1942), como Frank Patton.
  - Doorway to Hell (parte 2 of 2) (1942), como Frank Patton.
- I Flew in a Flying Saucer (1951), apareció también en revistas como:
  - I Flew in a Flying Saucer (parte 1 de 2) (1951), como Captain A. V. G. and Ray Palmer.
  - I Flew in a Flying Saucer (parte 2 of 2) (1951), como Captain A. V. G. and Ray Palmer.

### Ficción corta
- The Time Ray of Jandra (1930).
- The Man Who Invaded Time (1932).
- Escape from Antarctica (1933).
- The Vortex World (1934), apareció también en revistas como:
  - The Vortex World (parte 1 de 5) (1934).
  - The Vortex World (parte 2 of 5) (1934).
  - The Vortex World (parte 3 of 5) (1934).
  - The Vortex World (parte 4 of 5) (1934).
  - The Vortex World (parte 5 of 5) (1934).
- The Time Tragedy (1934).
- Three from the Test-Tube (1935).
- The Symphony of Death (1935).
- Matter Is Conserved (1938).
- Catalyst Planet (1938).
- The Blinding Ray (1938), como A. R. Steber.
- Outlaw of Space (1938), como Wallace Quitman.
- Polar Prison (1938), como Morris J. Steele.
- Pioneer - 1957! (1939), como Henry Gade.
- The Phantom Enemy (1939), como Morris J. Steele.
- Liners of Space (1939), como Henry Gade.
- When the Gods Make War (1940), como A. R. Steber.
- Lone Wolf of Space (1941) en coautoría con Joseph J. Millard.
- The Invincible Crime-Buster (1941), como Henry Gade
- Mystery of the Martian Pendulum (1941) en coautoría con John Russell Fearn.
- The Test Tube Girl (1942), como Frank Patton.
- A Patriot Never Dies (1943), como Frank Patton.
- War Worker 17 (1943), como Frank Patton.
- Jewels of the Toad (1943), como Frank Patton.
- Weapon for a WAC (1944), como Morris J. Steele.
- The Martian's Masterpiece (1945), como Morris J. Steele.
- Moon of Double Trouble (1945), como A. R. Steber.
- Mahaffey's Mystery (1950), como Frank Patton.
- Eye of the Temptress (1951), como Ray Palmer.
- Red Coral (1951), como Ray Palmer.
- Mr. Yellow Jacket (1951), como Ray Palmer.
- The Hell Ship (1952), como Ray Palmer.
- Diagnosis (1953), como R. A. Palmer.
- New Moon (1953), como R. A. Palmer.
- I'll Tell My Big Brother (1953), como Ray Palmer.
- The Hidden Kingdom (1953), como Ray Palmer.
- The Devil's Empire (1954), como Ray Palmer.
- The Atomic Age......Sex Murders (1955), como Ray Palmer.
- Jonah and the Venus Whale (1955), como Ray Palmer.
- The Metal Emperor (1955).
- The Shaver Mystery: No. 2: The Rescue of Atlantis and Lemuria by the Flying Saucers (1956) en coautoría con Richard Sharpe Shaver, apareció también en revistas como:
  - Variant Title: The Shaver Mystery No. 2: The Rescue of Atlantis and Lemuria by the Flying Saucers (1956).
- Black World (2006), apareció también en revistas como:
  - Black World (parte 1 de 2) (1940), como A. R. Steber.
  - Black World (parte 2 of 2) (1940), como A. R. Steber.